# Équipe de République fédérale de Yougoslavie masculine de volley-ball
L'équipe de la République fédérale de Yougoslavie de volley-ball était composée des meilleurs joueurs yougoslaves de volley-ball. Elle est l'héritière de l'équipe de Yougoslavie entre 1990 et 2003, puis de l'équipe de Serbie-et-Monténégro et enfin aujourd'hui depuis 2006 l'équipe de Serbie, actuelle représentation nationale, lui a succédé.

## Palmarès et parcours

### Palmarès
- Championnat du monde
  - Finaliste : 1998
  - Quatrième : 2002
- Championnat d'Europe (1)
  - Vainqueur : 2001
  - Finaliste : 1997
  - Troisième : 1995, 1999
- Jeux Olympiques (1)
  - Vainqueur : 2000
  - Troisième : 1996
- Ligue mondiale
  - Troisième : 2002
  - Quatrième : 2000, 2001
- World Grand Champions Cup
  - Troisième : 2001

### Parcours

#### Jeux Olympiques
| - 1992 : Non participant - 1996 : 3e - 2000 : Vainqueur |

#### Championnats du monde
| - 1994 : Non qualifié - 1998 : Finaliste - 2002 : 4e |

#### Ligue mondiale
| - 1992 : Non participant - 1993 : Non participant - 1994 : Non participant - 1995 : Non participant - 1996 : Non participant - 1997 : 7e - 1998 : 6e - 1999 : Non participant - 2000 : 4e - 2001 : 4e - 2002 : 3e |

#### Championnat d'Europe
| - 1991 : 6e - 1993 : Non qualifié - 1995 : 3e - 1997 : Finaliste - 1999 : 3e - 2001 : Vainqueur |

#### World Grand Champions Cup
| - 1993 : Non qualifié - 1997 : Non qualifié - 2001 : 3e |